# Tuberocephalus artemisiae
Tuberocephalus artemisiae är en insektsart. Tuberocephalus artemisiae ingår i släktet Tuberocephalus och familjen långrörsbladlöss. Inga underarter finns listade i Catalogue of Life.